# Trachelas ductonuda
Espèce
Trachelas ductonuda est une espèce d'araignées aranéomorphes de la famille des Trachelidae.

## Distribution
Cette espèce est endémique du Veracruz au Mexique,. Elle se rencontre à Atotonilco de Calcahualco vers 2 300 m d'altitude.

## Description
Le mâle holotype mesure 6,63 mm et la femelle paratype 7,5 mm.

## Publication originale
- Rivera-Quiroz & Álvarez-Padilla, 2015 : Three new species of the genus Trachelas (Araneae: Trachelidae) from an oak forest inside the Mesoamerican biodiversity hotspot in Mexico. Zootaxa 3999(1): 95-110.